# Michel Porasso
Michel Émile Porasso (ur. 20 sierpnia 1891 w Monako, zm. 6 sierpnia 1944) – monakijski gimnastyk, olimpijczyk. Brał udział w igrzyskach w latach 1920 w Antwerpii. Nie zdobył żadnych medali.

## Wyniki olimpijskie

### Letnie Igrzyska Olimpijskie 1920
| Konkurencja            | Punkty | Miejsce |
| ---------------------- | ------ | ------- |
| Wielobój indywidualnie | 81,40  | 12.     |